# Lysiteles conicus
Lysiteles conicus es una especie de araña cangrejo del género Lysiteles, familia Thomisidae, orden Araneae.

## Distribución
Esta especie se encuentra en Asia: China y Vietnam.

## Taxonomía
Fue descrita científicamente por Tang, Yin, Peng, Ubick & Griswold en 2007.
Tratamiento taxonómico
La especie aparece registrada y publicada en Five crab spiders of the genus Lysiteles from Yunnan Province, China (Araneae: Thomisidae). Zootaxa 1480: 57–68.